# Quantenheilung
Die Quantenheilung ist eine alternativmedizinische, esoterische Methode, deren Grundlage und Wirksamkeit wissenschaftlich nicht belegt sind.

## Beschreibung
Die sogenannte Quantenheilung wurde Ende der 1980er Jahre von dem US-amerikanischen Chiropraktiker Frank Kinslow erfunden und wird in Büchern und im Internet mit dem Werbeslogan Wirkt sofort – und jeder kann es lernen! propagiert. Die Quantenheilung folgt keinem stringenten wissenschaftlichen Ansatz, sondern bedient sich pseudowissenschaftlicher Elemente.
Sie verspricht den Patienten „Harmonie in gesundheitlichen, finanziellen und partnerschaftlichen Angelegenheiten“. Dies soll nach Angaben der Anwender durch das Ordnen eines postulierten „Energiefeldes des Körpers“ auf Quantenebene erfolgen. Hierzu berührt der Behandler den Körper des Behandelten an zwei Punkten, um so sein vorgebliches Quantenfeld einzugrenzen. Ein bekannter „Quantenheiler“ ist Deepak Chopra.

## Bewertung
Vertreter der Quantenheilung behaupten, die Methode wäre so alt wie die Menschheit selbst, „jedem Einzelnen von uns wurde die Gabe der Heilung in die Wiege gelegt“ und auch die Hawaiianer praktizierten sie schon seit Jahrhunderten, „und sicherlich auch andere Völker auf die eine oder andere Art und Weise“. So soll die Methode – grundsätzlich etwa dem Handauflegen entsprechend – bereits vor 3000 Jahren von Urvölkern praktiziert worden sein.
Kritiker wenden ein, dass man nun versucht, eine neue Legitimation dieses Verfahrens zu erreichen, indem man lediglich wissenschaftliches Vokabular verwendet. Mit der Quantenphysik hat die Quantenheilung (wortwörtlich) keinerlei Berührungspunkte. Nach dem Quantenphysiker Florian Aigner handelt es sich um „eine reine Verkaufsstrategie“, die Aussagen aus der Quantenphysik willkürlich auf medizinische Probleme verallgemeinert, dabei aber „nichts mit Heilung zu tun“ hat.
So würden zur Begründung der Quantenheilung auch häufig das Doppelspaltexperiment und Schrödingers Katze eingebracht. Allerdings gebe es nur Analogieerklärungen; zwischen der Quantenphysik und dem menschlichen Wohlbefinden werde keine logische Brücke gebaut. Laut Aigner ist das so, als ob man sagte: „Ich erkläre Ihnen jetzt, wie ein Auto funktioniert, da drehen sich die Räder, und im Atom dreht sich auch ein Elektron um den Atomkern, und deshalb fährt das Auto.“ Ebenso wie hierbei keine logische Brücke gebaut wird, werden lediglich Begriffe aus der Physik verwendet und umgelegt, um eine Erklärung zu liefern. Sämtliche positiven Effekte gehen jedoch auf Placeboeffekte und Autosuggestion zurück. Insgesamt sei unter der Quantenheilung nicht mehr als eine Entspannungsübung zu verstehen.
Als starke Motivation hinter diesem Konzept wird oft der immense finanzielle Umsatz angebracht. Insgesamt beläuft sich der Umsatz der Esoterik mit etwa Chakrenaktivierung, Klangschalentherapien oder Seminaren zur Quantenheilung allein in Deutschland auf 20 bis 25 Milliarden Euro pro Jahr (Stand Frühjahr 2014).
Am Institut für Transkulturelle Gesundheitswissenschaften der Universität Frankfurt (Oder) wurde 2014 eine Doktorarbeit zur Wirksamkeit der Quantenheilung veröffentlicht, was erneut auf heftige Kritik stieß. Der Universität wurde zuvor bereits im Fall einer Masterarbeit über das Hellsehen vorgeworfen, eine „völlige Entgleisung akademischer Qualitätsstandards“ zu unterstützen, sodass die Brandenburgische Hochschulstrukturkommission die Auflösung des Instituts empfahl.